# Trosskydd

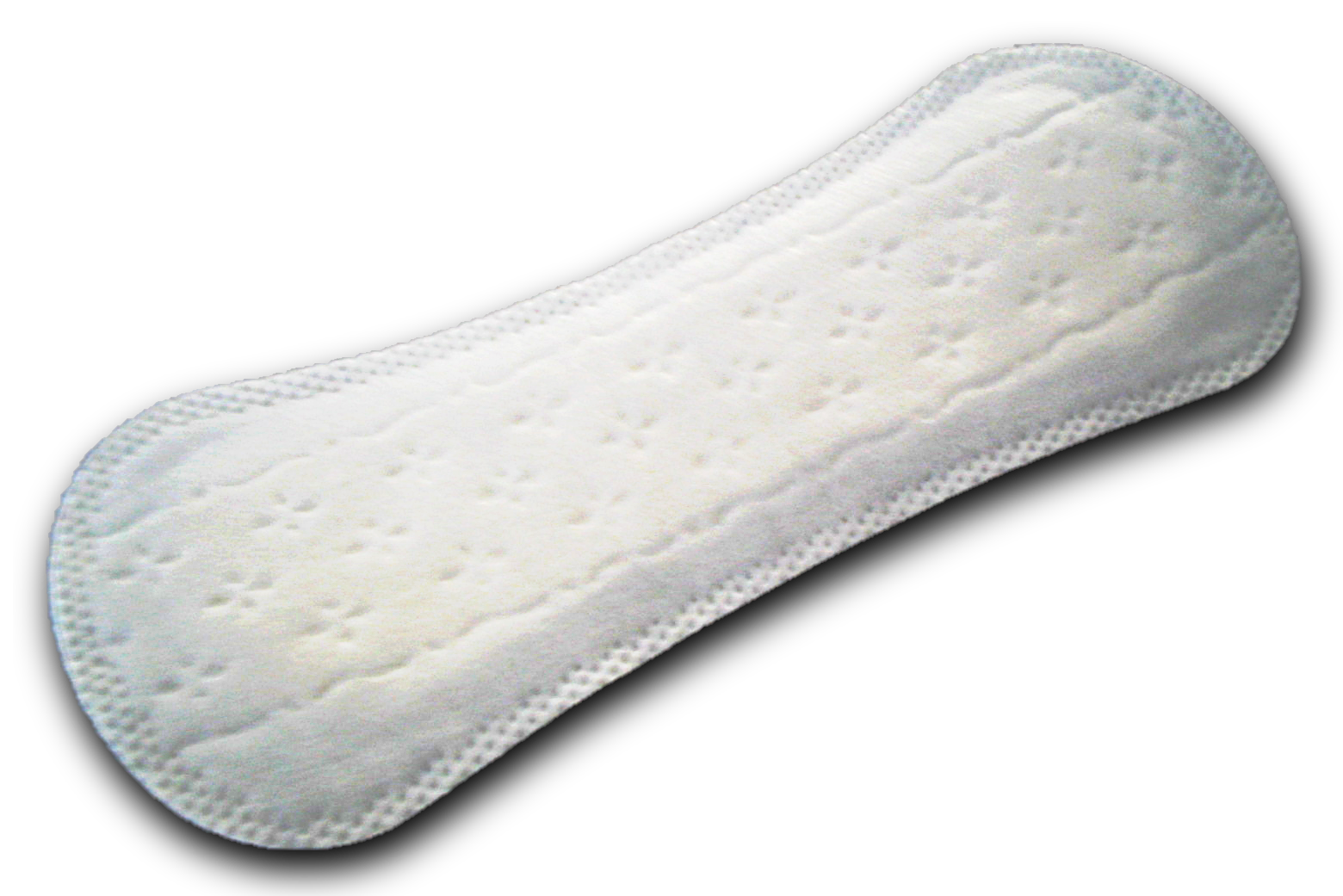
Engångstrosskydd.

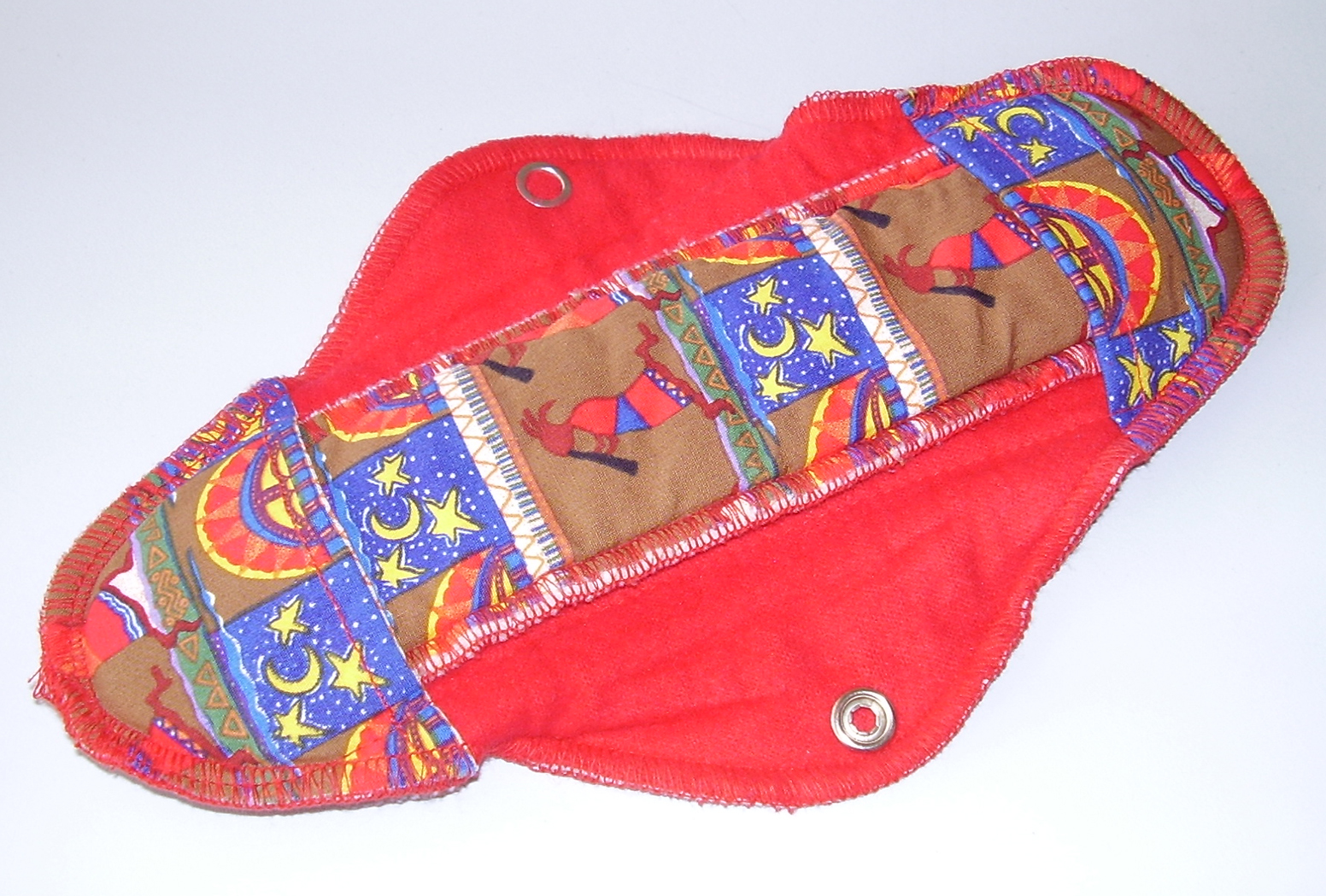
Trosskydd i tyg.

Trosskydd är en engångs- eller flergångsartikel som används för att skydda damunderkläder mot oönskad nerfläckning av flytningar eller menstruationsblod. Det bör inte förväxlas med en binda, då trosskydd är mycket tunnare och inte har lika stor absorptionsförmåga. Ett trosskydd består av ett absorberande material och ibland ett ytmaterial och en vätskeavstötande baksida. Någon form av anordning för att fästa trosskyddet i trosan är också vanlig. Denna kan bestå av en klisterremsa eller vingar med tryckknappar.
När trosskydd används som mensskydd kombineras det ofta med en tampong eller menskopp under dagar med mycket blödning. Under dagar med lättare blödning kan ett trosskydd räcka.
Engångsvarianter är tillverkade av cellulosamaterial medan återanvändningsbara bindor till exempel kan vara gjorda av bomull, flanell eller frotté. Tygtrosskydden tvättas efter användning medan engångsskydd ska kastas. De får inte spolas ned i toaletten eftersom det kan orsaka stopp.